# Hipercalciúria
Hipercalciúria é o aumento da excreção de cálcio na urina.